# Anatidae
De Anatidae (ook eendachtigen of eenden, ganzen en zwanen genoemd) zijn een familie van zwemvogels. De familie telt 53 geslachten en meer dan 170 soorten.

Tafeleend, wintertaling en krooneend

## Kenmerken
De eendachtigen hebben zwemvliezen en een min of meer platte snavel. Hun veren zijn waterafstotend.

## Voortplanting
Een bijzondere eigenschap van eendachtigen is dat de mannelijke dieren een penis hebben, terwijl dat bij de meeste andere vogels niet het geval is. Vrouwtjes hebben een spiraalvormig genitaal, waardoor de relatief lange penis van de woerd niet goed kan penetreren als het vrouwtje dat niet wil, zoals vaak het geval is als een alleenstaand mannetje een vrouwtje van een ander mannetje probeert te bevruchten.  'Forced extrapair copulation' is algemeen onder eendachtigen; het komt voor bij 55 soorten in 17 genera.

## Taxonomie
De hier gepresenteerde volgorde van geslachten binnen de familie Anatidae is alfabetisch en zegt niets over de onderlinge verwantschap tussen de geslachten.
- Aix (2 soorten: mandarijneend en carolina-eend)
- Alopochen (3 soorten, waaronder de nijlgans)
- Amazonetta (1 soort: amazonetaling)
- Anas (32 soorten grondeleenden, waaronder wilde eend en wintertaling)
- Anser (12 soorten ganzen)
- Asarcornis (1 soort: witvleugelboseend)
- Aythya (12 soorten duikeenden, waaronder kuifeend en tafeleend)
- Biziura (1 soort: Australische muskuseend)
- Branta (6 soorten ganzen)
- Bucephala (3 soorten brilduikers)
- Cairina (1 soort: muskuseend)
- Callonetta (1 soort: ringtaling)
- Camptorhynchus (1 uitgestorven soort: labradoreend)
- Cereopsis (1 soort: hoendergans)
- Chenonetta (1 soort: manengans)
- Chloephaga (5 soorten halfganzen)
- Clangula (1 soort: ijseend)
- Coscoroba (1 soort: coscorobazwaan)
- Cyanochen (1 soort: blauwvleugelgans)
- Cygnus (6 soorten zwanen)
- Dendrocygna (8 soorten fluiteenden)
- Heteronetta (1 soort: koekoekseend)
- Histrionicus (1 soort: harlekijneend)
- Hymenolaimus (1 soort: blauwe eend)
- Lophodytes (1 soort: kokardezaagbek)
- Lophonetta (1 soort: andeseend)
- Malacorhynchus (1 soort: lepelbekeend)
- Mareca (6 soorten grondeleenden, waaronder krakeend en smient)
- Marmaronetta (1 soort: marmereend)
- Melanitta (6 soorten zee-eenden)
- Merganetta (1 soort: bergbeekeend)
- Mergellus (1 soort: nonnetje)
- Mergus (5 soorten zaagbekken)
- Neochen (1 soort: orinocogans)
- Netta (3 soorten krooneenden)
- Nettapus (3 soorten dwergeenden)
- Nomonyx (1 soort: maskerstekelstaart)
- Oxyura (6 soorten stekelstaarteenden)
- Plectropterus (1 soort: spoorwiekgans)
- Polysticta (1 soort: Stellers eider)
- Pteronetta (1 soort: Hartlaubs eend)
- Radjah  (1 soort Radjah-eend)
- Rhodonessa (1 soort: rozekopeend)
- Salvadorina (1 soort: Salvadori's eend)
- Sarkidiornis (2 soorten knobbeleenden)
- Sibirionetta (1 soort: Siberische taling)
- Somateria (3 soorten eiders)
- Spatula (10 soorten grondeleenden, waaronder slobeend en zomertaling)
- Speculanas (1 soort: bronsvleugeleend)
- Stictonetta (1 soort: stippeleend)
- Tachyeres (4 soorten booteenden)
- Tadorna (6 soorten bergeenden en casarca's)
- Thalassornis (1 soort: witrugeend)

### Andere indelingen met onderfamilies
Er worden verscheidene onderfamilies onderscheiden maar over deze indelingen bestaat geen consensus. Vaak worden nog onderscheiden:  Anatinae (eenden), Anserinae (ganzen), Merginae (zaagbekken, brilduiker, ijseend, eider, zee-eenden), Oxyurinae (stekelstaarteenden) en  Tadorninae (halfganzen).
De ekstergans, lange tijd beschouwd als lid van de Anatidae, wordt tegenwoordig meestal met enkele uitgestorven soorten in een aparte familie geplaatst, Anseranatidae.

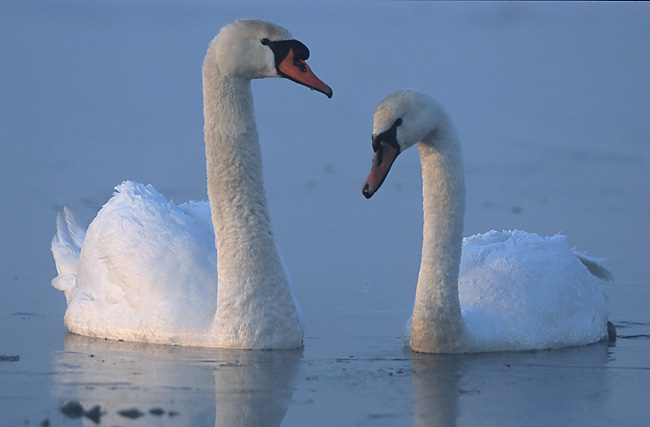
Anserinae: Knobbelzwaan
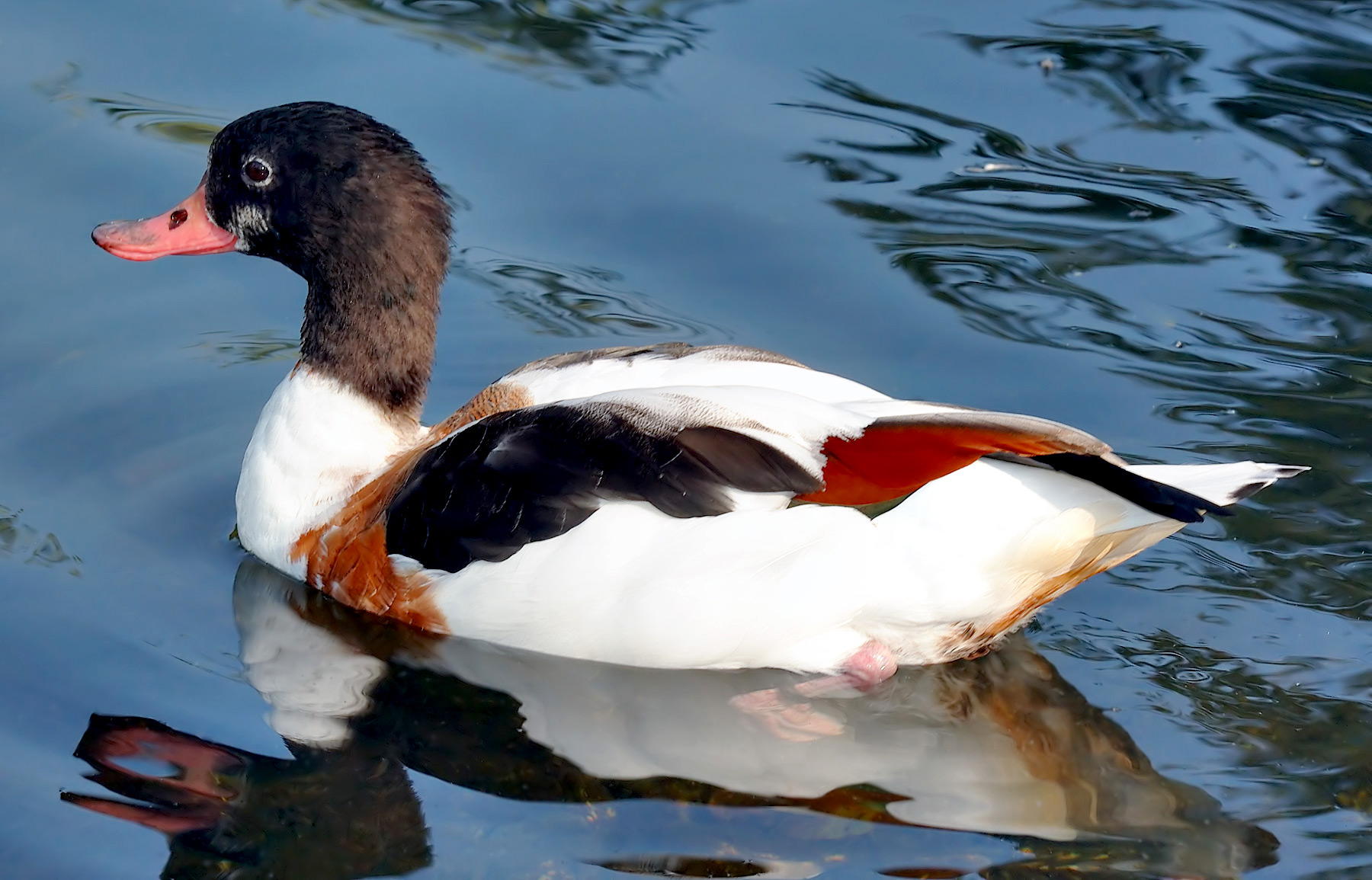
Tadorninae: Bergeend
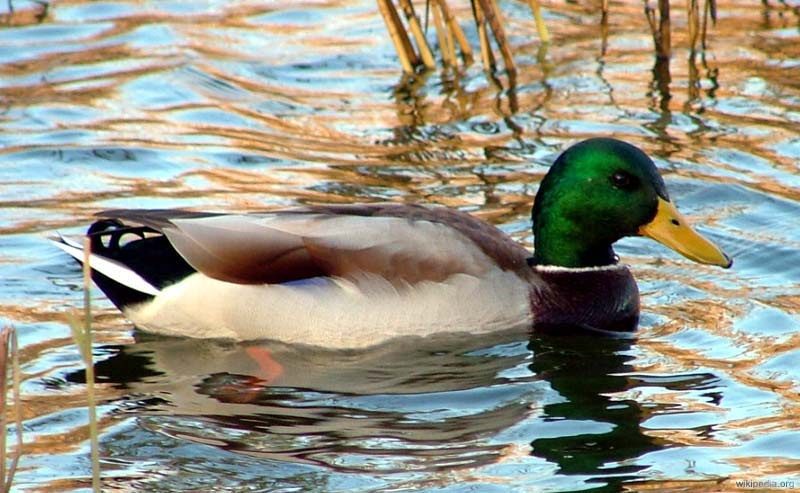
Anatinae: Wilde eend
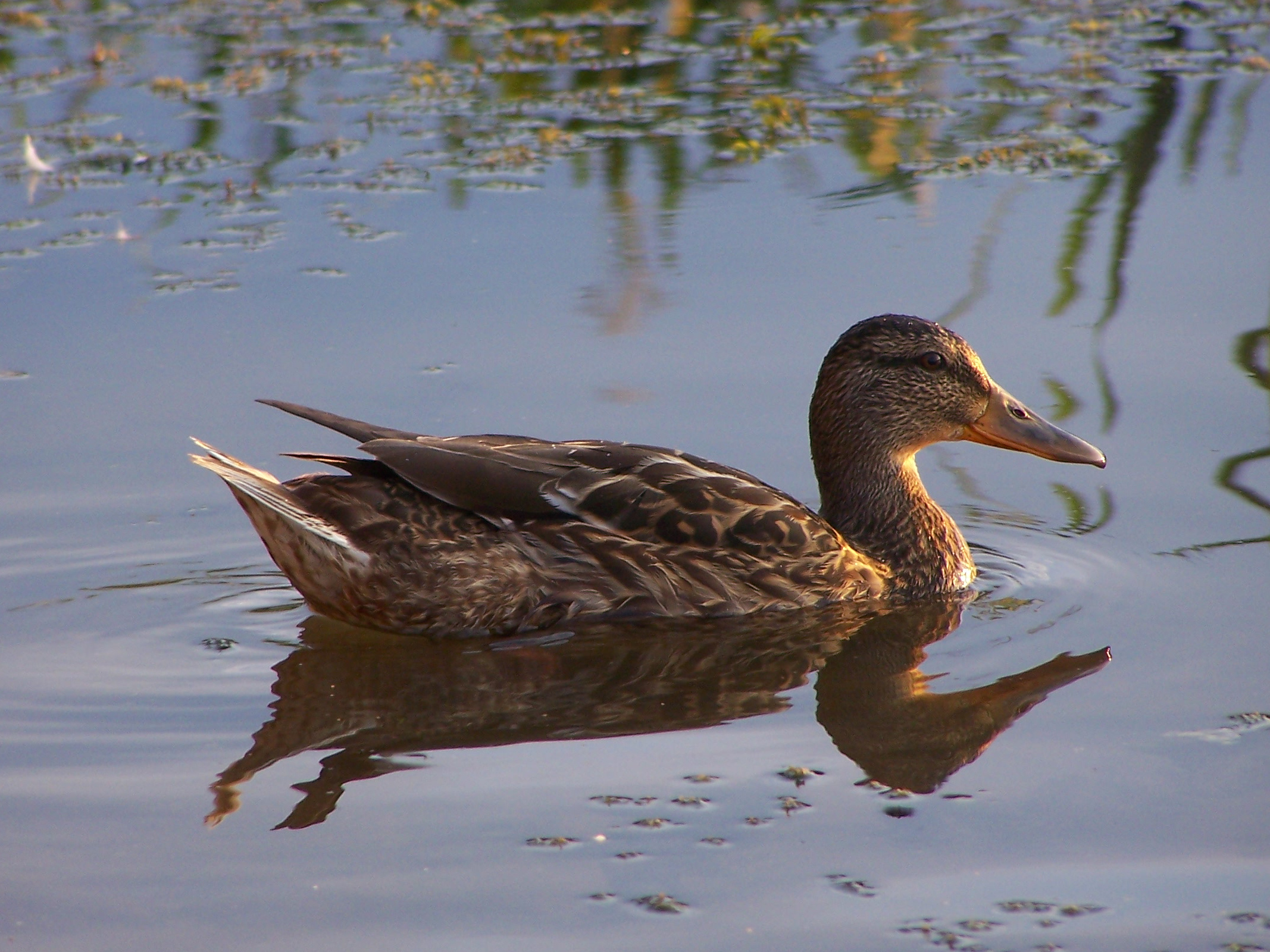

Boomeenden (Dendrocygninae) · Witrugeend (Thalassorninae) · Zwanen en ganzen (Anserinae) · Stippeleend (Stictonettinae) · Spoorwiekgans (Plectropterinae) · Halfganzen (Tadorninae) · Grondeleenden en duikeenden (Anatinae) · Eiders, zee-eenden, zaagbekken, etc (Merginae) · Stekelstaarteenden (Oxyurinae)